# Pedro Chirivella
Pedro Chirivella, né le 23 mai 1997 à Valence en Espagne, est un footballeur espagnol qui évolue au poste de milieu défensif au Panathinaïkós.

## Carrière en club

### Liverpool
Natif de Valence, en Espagne, Chirivella développe son talent, au football, au centre de formation de Valence, où il est capitaine de toutes les équipes de jeunes par lesquelles il passe. Avec Valence, Chirivella est repéré par un certain nombre de clubs européens. Il s'engage avec Liverpool en 2013, où il sera rejoint par son compatriote Sergi Canós. Le 7 juillet 2014, il rejoint le centre de formation de Liverpool. Il est l'un des sept jeunes à signer un contrat professionnel.

#### Saison 2015-2016
Chirivella fait sa première apparition avec les seniors en étant inclus, par Brendan Rodgers, dans l'équipe pour la tournée de pré-saison en Asie et en Australie. Au cours de ces matchs amicaux, il dispute la seconde mi-temps du match face au HJK Helsinki. Il apparaît pour la première fois dans une compétition officielle le 17 septembre 2015, lors d'un match de Ligue Europa face aux Girondins de Bordeaux, où il entre sur le terrain à la 28e minute, à la suite d'une blessure du défenseur Kolo Touré,. Son apparition suivante avec Liverpool a lieu lors de la FA Cup avec le nouvel entraîneur Jürgen Klopp, le 8 janvier 2016, en tant que remplaçant lors d'un match contre Exeter City. Liverpool progresse en coupe ce qui permet à Chirivella d'être titularisé, pour la première fois, lors du match à rejouer du quatrième tour de la FA Cup face à West Ham United, qui se termine par une défaite de Liverpool (2-1). Le 1er mai, il est titularisé pour la première fois lors d'un match de Premier League face à Swansea City.

### Prêt à Go Ahead Eagles
Le 6 janvier 2017, Liverpool annonce que Chirivella est prêté au club néerlandais des Go Ahead Eagles afin d'engranger du temps de jeu et de l'expérience. Le 13 janvier 2017, il joue un match complet contre le club d'AZ Alkmaar, qui se solde par une défaite (3-1). Le week-end suivant, il marque son premier but en étant servi par Jarchinio Antonia, qui se solde par un match nul, contre l'Excelsior Rotterdam (1-1). Lors de cette saison, il joue 17 matchs et marque deux buts, ce qui n'aide malgré tout pas le Go Ahead Eagles à éviter la relégation.

### Prêt à Willem II
Le 26 juillet 2017, Chirivella est prêté au Willem II. Il fait ses débuts avec son nouveau club le 13 août, contre l'Excelsior Rotterdam (défaite 2-1).

### Transfert au FC Nantes
Le 12 juin 2020, le club nantais annonce l'arrivée de Pedro Chirivella. En fin de contrat à Liverpool, il signe un contrat de 3 ans. Il portera à Nantes le numéro 5.
Le 7 mai 2022, il remporte la finale de Coupe de France en battant Nice 1-0. On apprend après qu'il a joué plusieurs semaines avec une pubalgie.
Le 14 avril 2023, en pleine lutte pour le maintien et à quelques jours d'une deuxième finale de Coupe de France consécutive, Pedro Chirivella est contraint de mettre un terme à sa saison en raison d'une pubalgie tenace. Signe de confiance de la part du club, il s'entend avec le FC Nantes pour une prolongation de contrat de trois ans quelques jours plus tard, le 28 avril. Finalement, il revient pour les 2 derniers matchs de la saison, et permet au club de battre Angers pour se maintenir, alors qu'il est toujours blessé.

### Transfert au Panathinaïkós
En juin 2025, alors qu'il lui reste un an de contrat et ayant un bon de sortie, Le FC Nantes et le Panathinaïkos sont tombés d'accord pour un transfert de Pedro Chirivella, pour un montant de 2 millions d'euros.

## Carrière internationale
Chirivella joue avec l'équipe d'Espagne des moins de 17 ans. Il marque avec cette équipe deux buts en 15 matchs.
Il est à deux reprises capitaine de la sélection, lors des éliminatoires du championnat d'Europe des moins de 17 ans 2014.

## Statistiques
| Saison                | Club                   | Championnat           | Championnat | Championnat | Championnat | Coupe nationale | Coupe nationale | Coupe nationale | Coupe de la Ligue | Coupe de la Ligue | Coupe de la Ligue | Supercoupe | Supercoupe | Supercoupe | Compétition(s) continentale(s) | Compétition(s) continentale(s) | Compétition(s) continentale(s) | Compétition(s) continentale(s) | Total | Total | Total |
| Saison                | Club                   | Division              | M.          | B.          | P.d.        | M.              | B.              | P.d.            | M.                | B.                | P.d.              | M.         | B.         | P.d.       | Comp.                          | M.                             | B.                             | P.d.                           | M.    | B.    | P.d.  |
| 2015-2016             | Liverpool FC           | Premier League        | 1           | 0           | 0           | 3               | 0               | 0               | -                 | -                 | -                 | -          | -          | -          | C3                             | 1                              | 0                              | 0                              | 5     | 0     | 0     |
| 2019-2020             | Liverpool FC           | Premier League        | -           | -           | -           | 3               | 0               | 1               | 3                 | 0                 | 0                 | -          | -          | -          | C1                             | -                              | -                              | -                              | 6     | 0     | 1     |
| Sous-total            | Sous-total             | Sous-total            | 1           | 0           | 0           | 6               | 0               | 1               | 3                 | 0                 | 0                 | -          | -          | -          | -                              | 1                              | 0                              | 0                              | 11    | 0     | 1     |
| 2016-2017             | Go Ahead Eagles (prêt) | Eredivisie            | 17          | 2           | 2           | -               | -               | -               | -                 | -                 | -                 | -          | -          | -          | -                              | -                              | -                              | -                              | 17    | 2     | 2     |
| 2017-2018             | Willem II (prêt)       | Eredivisie            | 31          | 0           | 3           | 4               | 0               | 1               | -                 | -                 | -                 | -          | -          | -          | -                              | -                              | -                              | -                              | 35    | 0     | 4     |
| 2020-2021             | FC Nantes              | Ligue 1               | 32          | 0           | 1           | 3               | 0               | 0               | -                 | -                 | -                 | -          | -          | -          | -                              | -                              | -                              | -                              | 35    | 0     | 1     |
| 2021-2022             | FC Nantes              | Ligue 1               | 31          | 3           | 0           | 5               | 0               | 0               | -                 | -                 | -                 | -          | -          | -          | -                              | -                              | -                              | -                              | 36    | 3     | 0     |
| 2022-2023             | FC Nantes              | Ligue 1               | 26          | 0           | 0           | 2               | 0               | 0               | -                 | -                 | -                 | 1          | 0          | 0          | C3                             | 8                              | 0                              | 1                              | 37    | 0     | 1     |
| 2023-2024             | FC Nantes              | Ligue 1               | 32          | 1           | 1           | 2               | 0               | 0               | -                 | -                 | -                 | -          | -          | -          | -                              | -                              | -                              | -                              | 34    | 1     | 1     |
| 2024-2025             | FC Nantes              | Ligue 1               | 22          | 0           | 2           | 2               | 0               | 2               | -                 | -                 | -                 | -          | -          | -          | -                              | -                              | -                              | -                              | 24    | 0     | 4     |
| Sous-total            | Sous-total             | Sous-total            | 143         | 4           | 4           | 14              | 0               | 2               | -                 | -                 | -                 | 1          | 0          | 0          | -                              | 8                              | 0                              | 1                              | 166   | 4     | 7     |
| 2025-2026             | Panathinaïkós          | Super League          | -           | -           | -           | -               | -               | -               | -                 | -                 | -                 | -          | -          | -          | C1+C3                          | 2+2                            | 0                              | 0                              | 4     | 0     | 0     |
| Total sur la carrière | Total sur la carrière  | Total sur la carrière | 192         | 6           | 9           | 24              | 0               | 4               | 3                 | 0                 | 0                 | 1          | 0          | 0          | -                              | 13                             | 0                              | 1                              | 233   | 6     | 14    |

## Palmarès
Avec le FC Nantes, Pedro Chirivella remporte la Coupe de France en 2022 et est finaliste du Trophée des champions en 2022.